# Jacob den Danske
Broder Jacob den Danske eller på latin Jacobus de Dacia (født ca. 1484 i Danmark, død 1566 i Mexico) var en dansk franciskanermunk.

## Kongesøn?
Historikeren Jørgen Nybo Rasmussen argumenterer for, at Jacob var søn af kong Hans og yngre broder til Christian II. Denne opfattelse deles ikke af alle, men ligger til grund for Henrik Stangerups roman: Broder Jacob.

## Fremtrædende i Danmark op til reformationen
Han indtrådte i franciskanerordenen under ukendte omstændigheder. I optakten til reformationen var han i klosteret i Malmø, hvor han deltog i disputatser med byens lutherske ledere Claus Mortensen Tøndebinder, Hans Olufsen Spandemager og Frans Vormordsen. I 1530 blev franciskanerne fordrevet fra klosteret, ligesom det i de følgende år skete i andre danske byer. Dette skildredes af Broder Jacob i Gråbrødrenes Fordrivelseskrønike, der var tænkt som en sagsfremstilling ved en ikke gennemført proces med henblik på at genvinde de konfiskerede klostre.
I 1536 gennemførtes den lutherske reformation og med den et forbud mod tiggerordener, hvorfor Broder Jacob måtte gå i landflygtighed, først i Mecklenburg, hvor han betegnede sig som provincial, dvs. leder af de danske franciskanere. Derfra drog han til Spanien.

## Missionær i Mexico
I 1542 kom Broder Jacob til Mexico, hvor han lærte flere af de indianske sprog og oprettede flere klostre. Han gik stærkt ind for indianernes ligestilling i den katolske kirke. Dette vakte modstand både hos de spanske kolonimyndigheder og i kirken, herunder også hans franciskanske medbrødre. Og i spørgsmålet om at egnede indianere kunne ordineres til præster, led Jacob nederlag og måtte underkaste sig kirkebod for sine fejltagelser. Jacob havde hævdet, at det var kætteri at afvise, at indianere kunne præstevies. Selv om han måtte bøje sig, så vedblev han at arbejde for indianernes rettigheder.
Han døde i klostret i Tarecuato, hvor han var opsynsmand. Han huskes stadig som indianernes ven af den lokale befolkning. Fra 1996 har der været gjort forsøg på at få ham helgenkåret.